# About Sasha
About Sasha (Originaltitel: Chair tendre) ist eine französische Dramaserie, die sich mit dem Thema Intersexualität auseinandersetzt. Die Uraufführung der Serie fand im Rahmen der 12. Ausgabe des Serienfestivals Series Mania statt. In Frankreich standen alle Episoden der Serie erstmalig am 23. September 2022 auf France.tv Slash zum regulären Abruf bereit. Im deutschsprachigen Raum erfolgte die Erstveröffentlichung der Serie am 31. Mai 2023 durch Disney+ via Star.

## Handlung
Sasha Dalca ist 17 Jahre alt und führte bis vor kurzem ein unscheinbares Leben als Junge mit den ganz alltäglichen Sorgen und Problemen eines jeden Teenagers in seinem Alter. Doch dann findet Sasha die Wahrheit über sich selbst heraus. Sasha wurde in einen intersexuellen Körper hineingeboren, der aufgrund seiner körperlichen Geschlechtsmerkmale biologisch nicht eindeutig dem weiblichen oder männlichen Geschlecht zugeordnet werden kann. Konfrontiert mit dieser Lüge und eingezwängt zwischen den Eltern, die ihr Kind immer nur beschützen wollten, und den Ärzten, die diese Abweichung von der Norm pathologisieren und beheben wollen, findet sich Sasha verängstigt und voller Wut wieder. Von da an sucht Sasha nach Identität, während die Traumata der Vergangenheit immer wieder hochkommen. In der neuen Schule tritt Sasha als Mädchen in Erscheinung und versucht, die Tatsache der eigenen Intersexualität vor der Allgemeinheit zu verbergen, um jegliche Konflikte zu vermeiden. Sasha möchte zuerst zu sich selbst finden, um anschließend eine wichtige Entscheidung zu treffen. Und dann ist da auch noch die Sache mit der Liebe.

## Besetzung
| Rolle         | Schauspieler        |
| ------------- | ------------------- |
| Sasha Dalca   | Angèle Metzger      |
| Pauline Dalca | Saül Benchetrit     |
| Cécile Dalca  | Daphné Bürki        |
| Jérémie Dalca | Grégoire Colin      |
| Anna          | Paola Locatelli     |
| Alex          | Marin Judas         |
| Meeva         | Léna Garrel         |
| Sam           | Régis Nkissi Moggzi |
| Cynthia       | Andréa Furet        |
| Zaki          | Najim Zeghoudi      |
| Loé           | Lysandre Nury       |
| Grégory       | Océan               |

## Episodenliste
| Nr. | Deutscher Titel               | Originaltitel                  | Erstveröffentlichung (Frankreich) | Deutschsprachige Erstveröffentlichung (D/A/CH) |
| --- | ----------------------------- | ------------------------------ | --------------------------------- | ---------------------------------------------- |
| 1   | Schattenprinzessin            | La princesse des ténèbres      | 23. Sep. 2022                     | 31. Mai 2023                                   |
| 2   | Von der Imperatorin genehmigt | L’impératrice donne son aval   | 23. Sep. 2022                     | 31. Mai 2023                                   |
| 3   | Ärger an der Highschool       | Ennui lycéen                   | 23. Sep. 2022                     | 31. Mai 2023                                   |
| 4   | Ein Arzt bleibt cool          | Entre les jambes               | 23. Sep. 2022                     | 31. Mai 2023                                   |
| 5   | Fragwürdige Beobachtungen     | Voir un lever de Terre         | 23. Sep. 2022                     | 31. Mai 2023                                   |
| 6   | "Wir wollten doch lernen?"    | « Tu veux vraiment réviser ? » | 23. Sep. 2022                     | 31. Mai 2023                                   |
| 7   | Nicht mehr allein?            | Plus jamais seule ?            | 23. Sep. 2022                     | 31. Mai 2023                                   |
| 8   | Von Herz zu Herz              | A cœur ouvert                  | 23. Sep. 2022                     | 31. Mai 2023                                   |
| 9   | Innere Organe                 | Viscères                       | 23. Sep. 2022                     | 31. Mai 2023                                   |
| 10  | Mündliche Prüfung             | Grand Oral                     | 23. Sep. 2022                     | 31. Mai 2023                                   |

## Auszeichnungen und Nominierungen
| Jahr | Auszeichnung              | Kategorie                                             | Für         | Resultat | Ref.  |
| ---- | ------------------------- | ----------------------------------------------------- | ----------- | -------- | ----- |
| 2022 | Series Mania – Ausgabe 12 | Beste Serie (im Wettbewerb französische Produktionen) | About Sasha | Gewonnen | [ 4 ] |